# Adolf Gustav Schneck
Pour les articles homonymes, voir Schneck.
Adolf Gustav Schneck (né le 7 juin 1883 à Esslingen am Neckar et mort le 27 mars 1971 à Fellbach) est un architecte, fabricant de meubles et professeur d'université allemand du courant Neues Bauen. En 1954, Schneck a reçu une invitation en Turquie, où le ministère turc de l'Éducation l'a chargé d'établir l'École d'arts apliqués de l'État (Devlet Tatbiki Güzel Sanatlar Yüksek Okulu) à Istanbul,. Ce projet a été achevé en 1958. L'année suivante, en 1959, Schneck a été décoré du Grand Croix du Mérite de la République fédérale d'Allemagne.